# Anno 1800
Anno 1800 là một game chiến thuật xây dựng thành phố thời gian thực do studio Blue Byte của Ubisoft phát triển và sẽ được Ubisoft phát hành. Trò chơi  ra mắt vào tháng 1 2019. Sau hai phần gần nhất, Anno 2205 và Anno 2070, đều lấy bối cảnh trong tương lai, dòng game Anno quay trở lại quá khứ với Anno 1800. Phiên bản này lấy bối cảnh trong thời đại Cách mạng Công nghiệp vào thế kỷ 19.

## Tổng quan
Anno 1800 diễn ra vào thế kỷ 19 vào lúc bình minh của Thời đại Công nghiệp. Game sẽ có phần chơi chiến dịch, một phần chơi theo kiểu sandbox, và phần chơi mạng. Giống như Anno 2205, trò chơi sẽ có thêm lối chơi dạng đa mảng, dù không giống như phiên bản tiền nhiệm, mảng chiến đấu và xây dựng thành phố sẽ không bị tách rời nhau. Hơn nữa, các bản đồ được tạo ngẫu nhiên, các đối thủ AI đều xây dựng trên cùng một bản đồ với người chơi, ngoài các hàng hóa và vật phẩm mua bán có thể giao hàng sẽ trở lại từ các phần trước của dòng game này.